# Traité du Bardo
Pour les articles homonymes, voir Bardo.
Lire en ligne

Texte sur Wikisource

Le traité du Bardo (arabe : معاهدة باردو), appelé aussi traité de Ksar Saïd, est un traité signé entre le bey de Tunis et le gouvernement français le 12 mai 1881. Appelé « traité de garantie et de protection » dans la législation française, le texte porte les signatures du général Jules Aimé Bréart, du consul Théodore Roustan, du monarque Sadok Bey et du grand vizir Mustapha Ben Ismaïl.
Il instaure le protectorat de la France sur la régence de Tunis sous souveraineté ottomane Le bey est alors contraint de confier tous ses pouvoirs dans les domaines des affaires étrangères, de la défense du territoire et de la réforme de l'administration au résident général de France.
Les conventions de La Marsa, conclues le 8 juin 1883, vident le traité de son contenu et dépouillent le bey du reste de son autorité et instaurent l'administration directe. Le traité et les conventions seront révoqués lors de l'indépendance du pays proclamée le 20 mars 1956.

## Contexte
La faiblesse des beys, les intrigues de leurs ministres, notamment Mustapha Khaznadar et Mustapha Ben Ismaïl, la pression constante des consuls européens, la banqueroute de l'État, devenu otage de ses créanciers malgré les efforts du grand vizir réformateur Kheireddine Pacha, ouvrent toutes grandes les portes à l'occupation étrangère. De plus, la Tunisie est alors encaissée entre l'Algérie, devenue colonie française en 1830, et la Libye qui est convoitée par l'Italie mais toujours sous souveraineté ottomane depuis 1551.
La France craint également de se voir distancée par l'Italie dont les nationaux établis sur le territoire sont alors plus nombreux que les siens. Une lutte serrée s'engage alors entre Théodore Roustan (1833-1906), alors représentant de la France, et le consul général d'Italie qui cherchent par tous les moyens à devancer la provocation d'une intervention armée de leur adversaire dans la régence. Dans ce contexte, les colonies italiennes et françaises de Tunisie sont devenues assez nombreuses et influentes auprès de leur capitale respective.
Déjà, en septembre 1849, le général Giuseppe Garibaldi, expulsé de la péninsule italienne, est amené dans la rade de La Goulette par le vaisseau sarde Tripoli en vue d'un séjour forcé à Tunis mais le bey, sous l'influence française et craignant des incidents, interdit son débarquement. Le Tripoli repart alors avec son illustre passager. Rappelons qu'en 1835, Garibaldi, alors capitaine de la marine italienne, avait déjà fait un court séjour à Tunis où il avait conduit depuis Marseille une frégate destinée au bey.
La France prend ainsi pied en Tunisie en 1869 par le biais d'une commission anglo-italo-française, dont elle dirige le comité exécutif, destinée à résorber la dette extérieure du pays,. Même si Kheireddine Pacha réussit à rétablir les finances et entreprend une vaste politique de réformes, la France obtient, au congrès de Berlin de 1878, l'accord tacite des autres puissances européennes pour renforcer sa présence en Tunisie avec pour justification de protéger la colonie voisine d'Algérie.

## Entrée des troupes françaises en Tunisie
En avril 1881, sur ordre du président du Conseil Jules Ferry, un corps expéditionnaire de 24 000 hommes traverse la frontière pour poursuivre des montagnards kroumirs qui sèment le trouble en Algérie (selon les autorités coloniales). Les hommes du général Léonard-Léopold Forgemol de Bostquénard envahissent les terres kroumirs en pénétrant dans le massif forestier d'Aïn Draham tout en débarquant à Tabarka et en investissant Le Kef.

## Signature du traité

### Marche sur Tunis
Dès que la nouvelle de la reddition du Kef parvient à Paris, ordre est donné au commandant du cuirassé La Galissonnière d'appareiller pour Bizerte en emmenant avec lui la canonnière Le Léopard et les cuirassés La Surveillante et Alma. Le 1er mai, les quatre navires arrivent devant Bizerte qui n'oppose aucune résistance au débarquement des troupes françaises.
Le 2 mai, le général Jules Aimé Bréart arrive de Toulon et prend le commandement des troupes françaises. Le 8 mai, il quitte Bizerte pour Tunis à la tête d'une colonne de 6 000 hommes. À cette nouvelle, Sadok Bey et son grand vizir Mustapha Ben Ismaïl, installés au palais de Ksar Saïd (près du Bardo) envisagent de faire prêcher la guerre sainte dans les mosquées et de quitter les lieux pour Kairouan.
Retardée par les pluies diluviennes, la colonne Bréart passe par Gournata, Zhana, Sidi Thabet et arrive à Djedeida le 11 mai. C'est là qu'ils sont rejoints par le consul suppléant, Lequeux, qui remet au général le texte du traité rédigé par le président du Conseil Jules Ferry, le ministre des Affaires étrangères Saint-Hilaire et son directeur politique, le baron de Courcel. Il lui transmet également l'ordre de se diriger sur La Manouba où Roustan veut le rencontrer. C'est ce qu'il fait le lendemain 12 mai.

### Entrevue du 12 mai

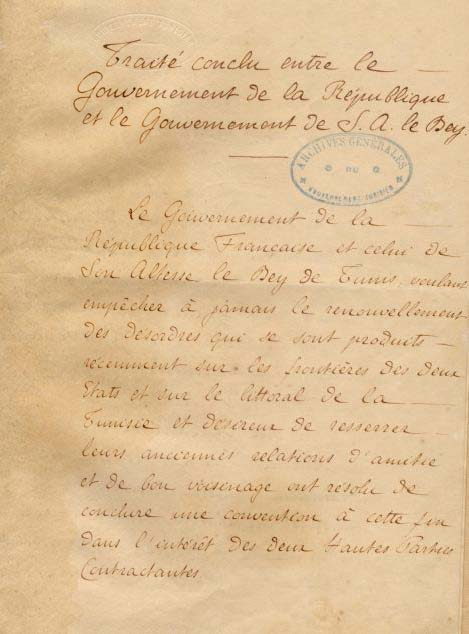
Première page du traité du Bardo.

Ce jour-là, Roustan demande une audience au bey. Il le prévient qu'il sera accompagné du général Bréart, envoyé spécialement pour conclure avec le souverain « un arrangement dans le but de mettre fin aux difficultés pendantes » entre les deux gouvernements français et tunisien. Sadok Bey proteste une fois de plus contre les violations du territoire tunisien mais accepte de recevoir la délégation à 16 heures. Dès l'acceptation de l'entrevue reçue, Roustan rejoint Bréart à La Manouba où ils confèrent longuement. Pour parer à toute mauvaise surprise, le consul a pris contact avec Taïeb Bey, frère du monarque, qui est prêt à signer le traité du moment qu'on lui donne le trône. Il est d'ailleurs dans son palais de La Marsa, attendant qu'on vienne le chercher.
À 16 heures, escorté par deux escadrons de hussards, Bréart se présente devant le palais de Ksar Saïd accompagné de tout son état-major et de la plupart des officiers supérieurs de la colonne. Des soldats tunisiens leur rendent les honneurs. On les introduit dans le salon où le bey et Roustan les attendent. Six dignitaires tunisiens sont présents : ce sont le grand vizir Mustapha Ben Ismaïl, le ministre-conseiller Mohammed Khaznadar, le ministre de la Guerre Ahmed Zarrouk, le conseiller au ministère des Affaires étrangères Mohamed Baccouche, le président de la municipalité Mohamed Larbi Zarrouk et le ministre de la Plume Mohammed Aziz Bouattour. Sadok Bey n'a que trois heures pour donner sa réponse au traité que lui lit le général.
Les dignitaires qu'il a réunis l'encouragent à signer ; seul Mohamed Larbi Zarrouk tente de le dissuader mais l'armée beylicale est inexistante et tout le monde connaît les ambitions de Taïeb Bey. À 19 heures, le traité est signé par le bey, Mustapha Ben Ismaïl, Bréart et Roustan. Sadok Bey n'a qu'une requête ; il demande au général d'éloigner ses troupes de Tunis : « Vous sauverez ainsi ma dignité et vous me permettrez de vous aider à soumettre mes sujets en me laissant plus d'autorité sur eux ». Celui-ci réserve sa réponse en attendant de pouvoir prendre contact avec Paris.

### Lendemain de la signature
Le 14 mai, le général Bréart est de retour au palais. Le gouvernement français a accédé à la requête de Sadok Bey et lui a ordonné de retirer ses troupes sur Djedeida. En guise de reconnaissance, l'officier français est décoré par le souverain du grand cordon du Nichan Iftikhar. Théodore Roustan est également félicité pour sa nomination en tant que ministre plénipotentiaire de première classe et ministre résident à Tunis en vertu de l'article 5 du traité.

## Ratification du traité
Le 19 mai, un projet de loi approuvant le traité est soumis à la Chambre des députés. Le vote est renvoyé vers une commission dirigée par Antonin Proust qui conclut dès le 23 mai à l'approbation de la convention. Georges Clemenceau intervient alors pour annoncer son désaccord avec un traité qui entérine une intervention à Tunis alors que les crédits n'avaient été votés que pour une opération de maintien de l'ordre en Kroumirie. Il est rejoint par Jules Delafosse qui reproche au gouvernement d'avoir fait la guerre à un gouvernement souverain sans avoir demandé l'autorisation de la chambre, ce qui viole l'article 9 de la Constitution française. Gustave Cuneo d'Ornano l'appuie dans le même sens. Malgré ces réserves, le traité est ratifié par 430 voix favorables, 89 abstentions et une opposition, celle du député Alfred Talandier. Ce dernier s'en explique le 12 novembre 1881 en précisant que s'« il désire vivement la pénétration de la civilisation française chez les Arabes », il s'oppose à la méthode employée : « Qu'on cherche à convaincre les musulmans en les réduisant par la force, c'est une politique qui, pour moi, n'a pas d'issue possible. »
La ratification est également soumise aux votes du Sénat le 27 mai à la suite du rapport favorable de Paul de Rémusat. Le vicomte Élie de Gontaut-Biron émet des réserves identiques à ses collègues députés. Là encore, le traité est ratifié sans opposition.

## Conséquences

### Réactions en Italie
C'est en Italie que les conséquences de l'instauration du protectorat sont les plus vives. Dès le 14 mai 1881, le gouvernement de Benedetto Cairoli est poussé à la démission par les parlementaires qui lui reprochent sa conduite des affaires en Tunisie. Le 31 décembre, le roi Humbert Ier offre son alliance aux puissances centrales et, le 30 mai 1882, l'Italie signe avec l'Empire allemand et l'Autriche-Hongrie le traité d'alliance commune connu sous le nom de Triplice.

### Réactions en France
La conquête de la Tunisie ravive les tensions entre Italiens et Français. Le 17 juin 1881, à Marseille, des Italiens sifflent les militaires de retour du corps expéditionnaire, ce qui déclenche une bagarre générale. Trois Français et un Italien trouvent la mort. Ce drame porte le nom de Vêpres marseillaises.
La Droite et les Radicaux dénoncent l'aventure coloniale au nom du patriotisme continental. L'opinion y est hostile. Cependant, Léon Gambetta soutient la politique de Ferry, déclarant le lendemain du traité : « Il faudra bien que les esprits chagrins en prennent leur parti, un peu partout. La France reprend son rang de grande puissance ».

### Réactions au Royaume-Uni
Quant au Royaume-Uni, l'éternel rival de la France, il prend prétexte de ce traité pour précipiter sa propre intervention dans les affaires de l'Égypte. Dès l'année suivante, il établit son protectorat sur cette autre ancienne province ottomane.

### Démission de Jules Ferry
Jules Ferry ne profite pas longtemps de cette victoire car les députés ne lui pardonnent pas de les avoir entraînés dans une guerre de conquête au lieu de l'expédition punitive annoncée. Le 9 novembre, il présente la démission de son gouvernement mais revient au pouvoir le 31 janvier 1882, après le court intermède du gouvernement Gambetta.

### Mutation de Théodore Roustan
Une autre « victime » du conflit est Théodore Roustan. Dès le début de la campagne, le journal L'Intransigeant et son directeur Henri Rochefort se lancent dans une campagne hostile aux opérations, indiquant ainsi le 25 avril 1881 : « À quel idiot le ministère fera-t-il accroire que nous allons dépenser des millions et immobiliser en Tunisie des quarantaines de mille hommes dans l'unique but de châtier trois Kroumirs qui, de temps à autre, venaient voler à nos colons une vache de 90 francs ? ». En septembre, le journal tente de démontrer que le but de la conquête est purement financier, au profit des spéculateurs sur la dette tunisienne. Le gouvernement incite alors Roustan à porter plainte contre Rochefort pour diffamation. Le 15 décembre, ce dernier est acquitté. Déconsidéré par ce verdict qui sonne comme une condamnation, Roustan doit quitter Tunis. Il est nommé ministre plénipotentiaire à Washington le 18 février 1882.

### Ambiguïtés du traité
Pour éviter l'hostilité des autres puissances européennes, les termes du traité du Bardo sont très limités, occupation militaire de quelques points de la régence et abandon de la souveraineté extérieure qui n'avait jamais formellement existé, la régence de Tunis dépendant de l'Empire ottoman. Le véritable acte fondateur du protectorat sont les conventions de La Marsa (8 juin 1883) qui édictent dans leur article premier : « Afin de faciliter au gouvernement français l'accomplissement de son protectorat, son altesse le bey de Tunis s'engage à procéder aux réformes administratives, judiciaires et financières que le gouvernement français jugera utiles ». Les nationalistes tunisiens utiliseront cette ambiguïté pour réclamer l'application unique du traité du Bardo, les conventions de La Marsa ayant détourné, selon eux, la finalité du protectorat. Cette astuce juridique leur permettra de se défendre face à la justice qui tente de les inculper pour remise en cause du protectorat, ce qui est interdit par les lois tunisiennes.